# Chase (Pennsylvanie)
 (août 2025).
Pour les articles homonymes, voir Chase.
Chase est une census-designated place située dans le comté de Luzerne, dans l’État de Pennsylvanie, aux États-Unis. Lors du recensement de 2020, elle compte 928 habitants.